# Pyrausta flavofascialis
Pyrausta flavofascialis là một loài bướm đêm trong họ Crambidae.